# Indonemoura dirangdzongi
Indonemoura dirangdzongi är en bäcksländeart som först beskrevs av Aubert 1967.  Indonemoura dirangdzongi ingår i släktet Indonemoura och familjen kryssbäcksländor. Inga underarter finns listade i Catalogue of Life.